# Bahraini King’s Cup
Der Bahraini King’s Cup ist ein seit 1952 ausgetragener Fußball-Pokalwettbewerb für die Vereine der Bahraini Premier League. Zwischenzeitlich als Amir Cup (1952–1959, 1978–2002) und als Federation Cup (1960–1977) bekannt, trägt er seit 2003 den derzeitigen Titel.
Der Sieger qualifiziert sich seit 2006 für den AFC Cup. Der aktueller Titelverteidiger ist Al-Khaldiya SC (2022) und Rekordmeister mit 34 Titeln der Muharraq Club.

## Sieger und Finalisten
| Jahr      | Sieger           | Finalergebnis         | Finalist         |
| --------- | ---------------- | --------------------- | ---------------- |
| 1952      | Muharraq Club    | ?                     | ?                |
| 1953      | Muharraq Club    | ?                     | ?                |
| 1954      | Muharraq Club    | ?                     | ?                |
| 1955      | Muharraq Club    | ?                     | ?                |
| 1956–1957 | unbekannt        | unbekannt             | unbekannt        |
| 1958      | Muharraq Club    | ?                     | ?                |
| 1959      | Muharraq Club    | ?                     | ?                |
| 1960      | al-Ahli          | 1:0                   | Muharraq Club    |
| 1961      | Muharraq Club    | 4:1                   | al-Ahli          |
| 1962      | Muharraq Club    | 7:1                   | al-Nahda         |
| 1963      | Muharraq Club    | 2:0                   | al-Riffa SC      |
| 1964      | Muharraq Club    | 4:2                   | al-Ahli          |
| 1965      | Keine Austragung | Keine Austragung      | Keine Austragung |
| 1966      | Muharraq Club    | 5:0                   | Taj              |
| 1967      | Muharraq Club    | 1:0                   | al-Ahli          |
| 1968      | al-Ahli          | 2:1                   | Al-Riffa SC      |
| 1969      | al-Arabi         | 4:0                   | al-Tursana       |
| 1970      | Bahrain Club     | 5:2                   | al-Ahli          |
| 1971      | Bahrain Club     | 4:2                   | al-Arabi         |
| 1972      | Muharraq Club    | 2:0                   | al-Riffa SC      |
| 1973      | al-Riffa SC      | 2:2 n. V. (8:7 i. E.) | Bahrain Club     |
| 1974      | Muharraq Club    | 3:2                   | al-Ahli          |
| 1975      | Muharraq Club    | 5:1                   | Bahrain Club     |
| 1976      | al-Hala          | 1:0                   | Bahrain Club     |
| 1977      | al-Ahli          | 1:0                   | Muharraq Club    |
| 1978      | Muharraq Club    | 1:0                   | al-Wahda         |
| 1979      | Muharraq Club    | 1:0                   | al-Ahli          |
| 1980      | al-Hala          | 0:0 n. V. (4:2 i. E.) | East Riffa Club  |
| 1981      | al-Hala          | 0:0 n. V. (5:4 i. E.) | Bahrain Club     |
| 1982      | al-Ahli          | 2:0                   | al-Riffa SC      |
| 1983      | Muharraq Club    | 2:0                   | al-Riffa SC      |
| 1984      | Muharraq Club    | 2:0                   | Bahrain Club     |
| 1985      | al-Riffa SC      | 1:1 n. V. (4:1 i. E.) | Bahrain Club     |
| 1986      | al-Riffa SC      | 1:0                   | East Riffa Club  |
| 1987      | al-Ahli          | 1:0                   | al-Wahda         |
| 1988      | al-Wahda         | 1:0                   | al-Ahli          |
| 1989      | Muharraq Club    | 1:0                   | East Riffa Club  |
| 1990      | Muharraq Club    | ?                     | ?                |
| 1991      | al-Ahli          | ?                     | ?                |
| 1992      | al-Wahda         | ?                     | ?                |
| 1993      | Muharraq Club    | ?                     | ?                |
| 1994      | al-Wahda         | ?                     | ?                |
| 1995      | Muharraq Club    | ?                     | ?                |
| 1996      | Muharraq Club    | ? (4:3 i. E.)         | Bahrain Club     |
| 1997      | Muharraq Club    | 2:1                   | East Riffa Club  |
| 1998      | al-Riffa SC      | 2:1                   | Budaiya          |
| 1999      | East Riffa Club  | 1:0                   | al-Hala          |
| 2000      | East Riffa Club  | 3:1                   | al-Qadisiya      |
| 2001      | al-Ahli          | 1:0                   | Essa Town        |
| 2002      | Muharraq Club    | 0:0 n. V. (4:2 i. E.) | al-Ahli          |
| 2003      | al-Ahli          | 2:1                   | Muharraq Club    |
| 2004      | Al-Shabab        | 2:1                   | Busaiteen Club   |
| 2005      | Muharraq Club    | 1:0 n. V.             | al-Shabab        |
| 2006      | al-Najma Club    | 1:0                   | al-Ahli          |
| 2007      | al-Najma Club    | 2:0                   | al-Hala          |
| 2008      | Muharraq Club    | 2:0                   | al-Najma Club    |
| 2009      | Muharraq Club    | 1:1 n. V. (9:8 i. E.) | al-Riffa SC      |
| 2010      | al-Riffa SC      | 4:0                   | Busaiteen Club   |
| 2011      | Muharraq Club    | 3:0                   | Busaiteen Club   |
| 2012      | Muharraq Club    | 3:1                   | al-Riffa SC      |
| 2013      | Muharraq Club    | 2:2 n. V. (4:3 i. E.) | al-Riffa SC      |
| 2014      | East Riffa Club  | 2:1 n. V.             | Busaiteen Club   |
| 2015      | Hidd SCC         | 2:0                   | Busaiteen Club   |
| 2016      | Muharraq Club    | 3:1                   | al-Riffa SC      |
| 2017      | Manama Club      | 2:1                   | Muharraq Club    |
| 2018      | al-Najma Club    | 1:1 n. V. (5:4 i. E.) | Muharraq Club    |
| 2019      | al-Riffa SC      | 2:1 n. V.             | Hidd SCC         |
| 2020      | Muharraq Club    | 1:0                   | Hidd SCC         |
| 2021      | al-Riffa SC      | 2:0                   | al-Ahli          |
| 2022      | Al-Khaldiya SC   | 0:0 n. V. (4:3 i. E.) | East Riffa Club  |
| 2023      | al-Hala          | 0:0 n. V. (6:5 i. E.) | al-Ahli          |
| 2024      | al-Ahli          | 1:1 n. V. (4:2 i. E.) | Muharraq Club    |

### Rekordsieger
(Stand: Saisonende 2024)
| Nr. | Verein          | Anzahl |
| --- | --------------- | ------ |
| 1   | Muharraq Club   | 34     |
| 2   | al-Ahli         | 9      |
| 3   | al-Riffa SC     | 7      |
| 4   | al-Hala         | 4      |
| 5   | al-Wahda        | 3      |
| 5   | East Riffa Club | 3      |
| 5   | al-Najma Club   | 3      |
| 8   | Bahrain Club    | 2      |
| 9   | al-Arabi        | 1      |
| 9   | Al-Khaldiya SC  | 1      |
| 9   | al-Shabab       | 1      |
| 9   | Hidd SCC        | 1      |
| 9   | Manama Club     | 1      |
| 9   | al-Hala         | 1      |